# Trois Chansons
Le Trois chansons, M 69, sono tre canzoni di Maurice Ravel per coro a cappella, basata su suoi stessi versi. Ravel iniziò la composizione nel dicembre 1914 come risposta patriottica allo scoppio della prima guerra mondiale, egli sperava infatti di essere arruolato per combattere per la Francia. Mentre aspettava da mesi, scrisse testo e musica delle tre canzoni secondo la tradizione delle chansons francesi del XVI secolo. Completò il lavoro nel 1915 che fu pubblicato da Éditions Durand nel 1916. Le canzoni furono presentate in anteprima nel 1917, eseguite da un ensemble corale diretto da Louis Aubert. È rimasta la sua unica composizione per coro a cappella.

## Storia
Ravel compose Trois Chansons in risposta alla prima guerra mondiale, iniziando il lavoro nel dicembre del 1914, quando era a Parigi in attesa di essere arruolato, determinato a combattere per il suo paese. A novembre prese lezioni di guida quotidiane, con l'obiettivo di entrare in un dipartimento di approvvigionamento e superò l'esame a dicembre. Iniziò quindi a scrivere la prima delle tre canzoni, che fu pubblicata come quella centrale, aggiungendo le altre due nel febbraio del 1915. Scrisse in una lettera ad un amico, Cyprian Godebski:
Ravel reagì alla guerra con testi e musica che ricordavano le chanson tradizionali francesi del XVI secolo. Scrisse lui stesso i testi nello spirito delle rime popolari. Dedicò le tre canzoni a tre persone che avrebbero potuto aiutarlo con l'arruolamento, "Nicolette" a Tristan Klingsor, che aveva conoscenze nell'esercito, "Trois beaux oiseaux du Paradis" a Paul Painlevé, matematico e politico socialista che all'epoca era ministro della Pubblica istruzione e che nel 1917 sarebbe diventato ministro della guerra, e "Ronde" a Sophie Clemenceau, nata Szepz, moglie di Paul Clemenceau, fratello di Georges Clemenceau.
Ci vollero otto mesi prima che Ravel venisse arruolato nel marzo del 1915, con l'aiuto di Painlevé. Le Chansons furono pubblicate da Éditions Durand nel 1916 e furono presentate in anteprima l'11 ottobre 1917, eseguite da un ensemble corale messo insieme da Jane Bathori e diretto da Louis Aubert, al Théâtre du Vieux-Colombier. L'opera è catalogata con il n. 69 nella lista delle composizioni di Maurice Ravel, creata dal musicologo Marcel Marnat. Le Chansons sono l'unica composizione di Ravel per coro a cappella. Ravel fece un arrangiamento, M 69a, per voce media e pianoforte.

## Testi e musica
Un tema comune in tutte e tre le canzoni è la perdita, gestita non senza umorismo e ironia. In "Nicolette", una ragazza che raccoglie fiori in un prato sfugge a un lupo e ad un paggio, ma perde la sua innocenza con un signore anziano che le offre dell'argento. In "Trois beaux oiseaux du Paradis" (Tre bellissimi uccelli del paradiso), una ragazza il cui amato è in guerra capisce da un dono di tre uccelli, blu, bianchi e rossi (i colori nazionali della Francia) che è morto. In "Ronde" i giovani perdono il rispetto per i consigli degli uomini e delle donne più anziani.
Le parole richiamano l'atmosfera della musica rinascimentale e sono sorretti da una musica altrettanto arcaica con cadenze plagali e antichi giri di fraseggio, con la musica che segue da vicino le parole. La musica allude alla chanson del Rinascimento e al madrigale.

### Nicolette
La prima canzone è in La minore. Il tema è seguito da tre variazioni: quella del lupo, quella del paggio, graziosa e aerea, e quella del ricco signore anziano. Nei tre versi il motivo è presentato alternativamente da tutte le voci, il tempo varia da un verso all'altro, un po' saltellante e un po' pauroso. Combinando la stessa melodia con un accompagnamento diverso, Ravel ottiene una forma che è allo stesso tempo strofica e un tema con variazioni.

### Trois beaux oiseaux du Paradis
La seconda canzone (Tre bellissimi uccelli del paradiso) è in Fa minore. La canzone è l'unica delle tre che si riferisce chiaramente alla guerra, i colori degli uccelli sono i colori della bandiera della Francia e il ritornello "Mon ami, z'il est á la guerre" (Il mio amico, è alla guerra). I primi versi sono presentati dalla voce "celestiale" del soprano, continuata dal tenore. La canzone è stata descritta come "dei tre pezzi, il più raffinato, senza dubbio" e come una "raffinata ballata piena di tenerezza".
Ravel le diede una forma di un rondò libero, in una forma descritta come ABABA.A, mentre la forma tradizionale potrebbe essere ABACA, deviando da questa per non avere alcuna sezione C contrastante, ma una ripetizione di A come coda. Il tema della bramosia è espresso da una languida melodia con accompagnamento scarno, in armonie modali.

### Ronde
La terza canzone è in la maggiore, con un re diesis minore in modo lidio. Il testo è pieno di giochi di parole nella tradizione delle chanson del XVI secolo ed è stato descritto come "un'esibizione virtuosistica della destrezza verbale che attorciglia la lingua" e paragonata a quella di Into the Woods di Stephen Sondheim. "Nella sua dimostrazione di erudita scienza demoniaca, Ravel ha mescolato tutte le tradizioni: antiche, medievali e persino orientali" e la polifonia sta diventando sempre più virtuosistica. Questa canzone mostra le caratteristiche della musica folk basca. La forma è rigorosamente strofica, con tre sezioni contrastanti in ogni stanza.

## Accoglienza ed eredità
Le Chansons furono recensite subito in modo favorevole. Più tardi Henri Collet scrisse: « Su queste tre canzoni diverse, Maurice Ravel ha composto un adorabile trittico musicale in cui si dimostra il continuatore progressista di Clément e Guillaume Costeley. „Nicolette“' è il primo tempo allegro moderato; i „Trois beaux oiseaux du Paradis“ costituiscono il commovente andante, e la „Ronde” forma uno spumeggiante finale pieno di verve” ».
Alla morte del compositore l'opera fu annoverata tra quelle della maturità, rivelando "un'artista che era sempre più padrone dei suoi mezzi".

## Incisioni
- Ensemble Vocal Philippe Caillard con opere di Debussy, Poulenc, Milhaud, Florent Schmitt, Hindemith – LP Erato Records, 1964.[24]
- Rundfunkchor Stockholm direzione di Eric Ericson con opere di Debussy, Poulenc, Badings – LP EMI, 1971.[25]
- Modern Madrigal Singers – Les Chansons De Poulenc – Milhaud – Debussy – Ravel, LP Desto DC-6483.[26]
- Cambridge Singers direzione di John Rutter, con opere di Britten, Debussy e Poulenc – Hyperion Records CSCD509.[3]
- Accentus choir direzione di Laurence Equilbey, Chœurs profanes con opere di Poulenc – CD Disques Pierre Verany PV794042, 1994, Grand prix de l'académie du disque lyrique.[27]
- Kammerkoret Con Spirito, Helge Birkeland – Franske Stemninger, con opere di Josquin des Prés, Janequin, Debussy, Poulenc, Milhaud, Messiaen, Schmitt – CD Bergen Digital Studio – BD7024CD, 1994.[28]
- BBC Singers direzione di Simon Joly, con opere di Bach, Roland de Lassus, Mendelssohn, Delius – CD BBC Music Magazine, BBC MM125, 1994[29]
- Maurice Ravel, Chansons con Inva Mula, Valérie Millot, Claire Brua, Gérard Theruel, Laurent Naouri con Histoires naturelles, Chansons madécasses etc. – 2 CDs Naxos Records 8.554176-77, 2003.[30]
- SWR Vokalensemble direzione di Rupert Huber, Musique chorale française con opere di Debussy, Messiaen, Jolivet, Chausson – CD Hänssler Classic, 93.055, 2003.[31]
- EuropaChorAkademie, Musique Chorale Française, con opere di Absil, Poulenc, Debussy, Hindemith – CD Capriccio C67151, 2006.[32]
- Ensemble Arsys Bourgogne direzione di Mihály Zeke, Naissance de Vénus con opere di Debussy, Poulenc, Messiaen – CD Paraty, 2018.[33]

## Citazioni bibliografiche
1. ↑   Attilio Piovano, Invito all'ascolto di Ravel, Milano, Mursia, 1995.
2. 1 2 3  Jackson, 2014, p.1.
3. 1 2 3 4 5 6  Hyperion, 2002.
4. 1 2 3  Marnat, 1986, p.430.
5. 1 2 3  Boccard, 2017, p.42.
6. 1 2 3 4 5 6 7 8  Nichols, 2011, p.179.
7. ↑  Jackson, 2014, p.3.
8. ↑  Villa Musica, 2004.
9. ↑  Marnat, 1986, p.428.
10. ↑   Paul Clemenceau, su geni_family_tree.
11. ↑  Jackson, 2014, p.8.
12. ↑  Jackson, pp. 8-9.
13. ↑  Jackson, 2014, p.9.
14. 1 2 3 4  Ackere, 1957, p.55.
15. 1 2  Jackson, 2014, p.19.
16. 1 2  Jankélévitch, 1956, p.30.
17. ↑  Pittion, 1960, p.308.
18. ↑  Jackson, 2014, p.17.
19. ↑  Jackson, 2014, p.18.
20. 1 2  Collet, 1920, p.2.
21. 1 2  Marnat, 1986, p.433.
22. ↑  Marnold, 1917, p.701.
23. ↑  Brussel, 1937, p. 2.
24. ↑  Trois chansons / Cl. Debussy. Trois chansons / M. Ravel. National Library of Australia
25. ↑  Remembering Conductor Eric Ericson WQXR
26. ↑  French Music Of The 20th Century, Poulenc/Milhaud/Messiaen kkbox.com
27. ↑  Trois chansons / Maurice Ravel & Accentus & Laurence Equilbey BBC
28. ↑  Franske Stemninger music.yandex.ru
29. ↑  BBC Singers [sound recording] : a 70th anniversary celebration searchworks.stanford.edu
30. ↑  Ravel / Chansons Chandos Records
31. ↑  Französische Chormusik ve-foerderverein.com
32. ↑  Higginson, 2006.
33. ↑  Debut-CD des Ensembles Arsys Bourgogne / Selbstbewusst und vital Archiviato il 28 febbraio 2019 in Internet Archive. SWR

## Fonti bibliografiche citate

### Monografie
- (NL) Jules Van Ackere, Maurice Ravel, Brussels, Elsevier, 1957,  p. 216.
- (FR) Vladimir Jankélévitch, Ravel, Paris, Rieder, 1939.
- (FR) Marcel Marnat, Maurice Ravel, Les indispensables de la musique, Paris, Fayard, 1986, ISBN 978-2-213-59625-9.
- Roger Nichols, Ravel, Master Musicians, London, Dent, 2011, ISBN 978-0-460-03146-2.

### Pubblicazioni generiche
- (FR) Paul Pittion, La Musique et son histoire; tome II — de Beethoven à nos jours, Paris, Éditions Ouvrières, 1960.

### Dissertazioni
- Aurélien Bastien Boccard, Maurice Ravel and Paul Wittgenstein / Le concerto pour la main gauche in Response to World War I, su mospace.umsystem.edu/, 2017,  p. 139.
- Aaron Ronald Jackson, Maurice Ravel: Trois Chansons and World War I (PDF), su libres.uncg.edu, 2014,  p. 62.

### Articoli
- (FR) Henri Collet, La musique chez soi, in Comœdia (journal), year 14, n. 2622, 20 febbraio 1920,  p. 2.
- (FR) Jean Marnold, Musique, in Revue de la quinzaine – Mercure de France, vol. 122, n. 460, 16 agosto 1917,  p. 701. URL consultato il 18 febbraio 2019.
- (FR) Robert Brussel, La mort de Maurice Ravel, in Le Figaro, vol. 112, n. 363, 29 dicembre 1937. URL consultato il 18 febbraio 2019.

### Sorgenti online
- Gary Higginson, French Choral Music, su musicweb-international.com, 2006.
- Trois Chansons, su hyperion-records.co.uk, Hyperion Records, 2002.
- (DE) Maurice Ravel / "Trois beaux oiseaux du Paradis", su kammermusikfuehrer.de, 2004.